# Saint-Florent-des-Bois

Saint-Florent-des-Bois este o comună în departamentul Vendée, Franța. În 2009 avea o populație de 2,588 de locuitori.